# 格雷戈里敦 (紐約州)
格雷戈里敦（英語：Gregorytown）是位於美國紐約州特拉華縣的非建制地區。

## 歷史
格雷戈里敦的郵局於1907年設立，其後於1925年停運。

## 地理
格雷戈里敦所處的海拔為高於海平面338米（即1109英呎），而該地所採用的時區為UTC-5，即北美东部时区（EST）。同時該地設有夏令時間，為UTC-5調快一小時，即UTC-4（EDT）。